# Atletica leggera ai Giochi della II Olimpiade - Maratona
La gara della maratona dei Giochi della II Olimpiade si tenne il 19 luglio 1900 a Parigi, in occasione dei secondi Giochi olimpici dell'era moderna.

## La gara

Il percorso della maratona di Parigi.

Si corse in una giornata torrida, con temperature anche di 40°: alle 14:30 i tredici atleti iscritti presero il via per coprire i 40,260 km del percorso. Le polemiche iniziarono ancora prima della gara: pare infatti che gli organizzatori francesi, avendo saputo che svedesi e statunitensi nei giorni prima si erano allenati su quello che avrebbe dovuto essere il percorso di gara, decisero di cambiarlo all'ultimo istante.
Lo svedese Ernst Fast, poi terzo al traguardo, prese subito il comando della gara e acquistò un ampio margine, fin quando, smarritosi, chiese indicazioni ad un poliziotto francese; questi lo depistò, facendogli sbagliare strada, per poi suicidarsi pochi giorni dopo per il rimorso, sparandosi un colpo di fucile.
Anni più tardi uno dei più famosi giornalisti francesi, Gaston Meyer, chiederà pubblicamente scusa a nome del suo paese per quanto accaduto in quella torrida giornata olimpica.

## Le polemiche
All'arrivo lo statunitense Dick Grant, 6º al traguardo ad oltre un'ora dal vincitore, alza le braccia convinto di aver vinto, ma quando gli spiegano che non è così, lancia accuse contro gli altri concorrenti rei di aver preso, a suo dire, scorciatoie. Qualche anno dopo intenterà una causa al CIO, che perderà.

## La nazionalità del vincitore
Michel Théato è stato creduto francese fino alla fine del ventesimo secolo e solo successivamente fu scoperto, da un certo Alain Bouillé, che era nato in Lussemburgo e che lì aveva vissuto sino all'età di 12 anni e che avrebbe fatto il servizio militare in Francia. Ma il CIO assegna ancora la medaglia alla Francia, e Lussemburgo non ha mai reclamato quella che sarebbe stata, 52 anni prima di Helsinki 1952, la sua prima medaglia d'oro olimpica.

## Classifica
| Pos.    | Nazione     | Atleta                 | Tempo    |
| ------- | ----------- | ---------------------- | -------- |
| Oro     | Francia     | Michel Théato          | 2h59'45" |
| Argento | Francia     | Émile Champion         | 3h04'17" |
| Bronzo  | Svezia      | Ernst Fast             | 3h37'14" |
| 4       | Francia     | Eugène Besse           | 4h00'43" |
| 5       | Stati Uniti | Arthur Newton          | 4h04'12" |
| 6       | Stati Uniti | Dick Grant             | n/d      |
| 7       | Canada      | Ronald MacDonald       | n/d      |
| -       | Francia     | Auguste Marchais       | r        |
| -       | Svezia      | Johan Nyström          | r        |
| -       | Regno Unito | Ion Pool               | r        |
| -       | Regno Unito | Fred Randell           | r        |
| -       | Regno Unito | Billy Saward           | r        |
| -       | Francia     | Georges Touquet-Daunis | r        |

## Galleria d'immagini

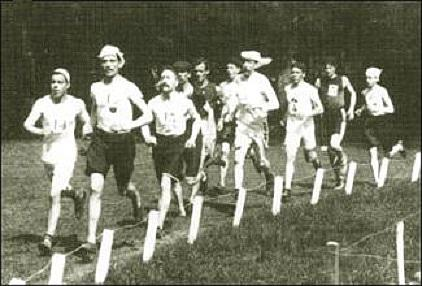
Le prime fasi della gara.
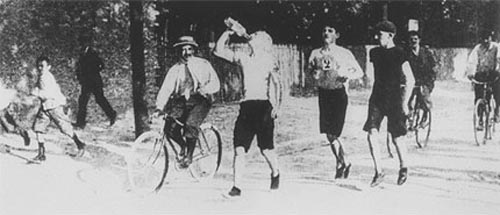
Émile Champion, secondo classificato, cerca conforto nella torrida giornata parigina.